# José Macia
José Macia bedre kendt som Pepe (født 25. februar 1935 i Santos, Brasilien) er en tidligere brasiliansk fodboldspiller (venstre midtbane) og -træner og dobbelt verdensmester med Brasiliens landshold.
Han blev født i Santos hvor han gennem hele karrieren var tilknyttet den lokale klub Santos FC. Her var han holdkammerat med blandt andet Pelé.
Pepe er også kendt for sine præstationer for Brasiliens landshold. Han spillede mellem 1955 og 1965 34 landskampe for brasilianerne. Han blev verdensmester med holdet ved både VM i 1958 i Sverige og VM i 1962 i Chile.
Efter at have indstillet sin aktive karriere fungerede Pepe desuden som træner. Han stod blandt andet i spidsen for sin gamle klub som aktiv, Santos, men var også ansvarshavende for blandt andet São Paulo FC og Perus landshold.